# 요양
요양(姚襄, 331년 ~ 357년)은 중국 오호십육국 시대 강족(羌族)의 수장이다. 후에 후진(後秦)을 건국한 요장(姚萇)의 형이다. 후진이 건국된 이후 위무왕(魏武王)으로 추존되었다.

## 생애
요양은 요익중(姚弋仲)의 다섯째 아들로 331년에 태어났다. 능력과 인품이 뛰어났기 때문에 주위의 추천을 받아 요익중의 세자(世子)가 되었다. 349년에 후조(後趙)가 혼란에 빠지자 요양은 요익중의 명을 받아 후조와 염위(冉魏)의 분쟁에 개입하고 여러 전쟁에 참여하였다.
352년 요익중이 죽자 요양은 발상하지 않고 동진(東晉)으로 이동하였다. 그 과정에서 전진(前秦)의 공격을 받아 위기에 빠지기도 하였으나 동진의 구원군이 도착하여 살아남았다.
요양은 강족을 이끌고 동진의 초성(譙城)에 주둔하였다. 은호(殷浩)의 북벌에 종군하여 사상(謝尚)을 구원하는 등 전공을 세웠다. 그러나 요양은 동진에 배반할 뜻을 품었으며, 그를 의심하는 은호와 대립하였다.
353년, 은호의 2차 북벌이 시작되자 선봉이 된 요양은 매복하고 있다가 은호의 본군을 격파하고 회남(淮南) 지역을 약탈·점거하였다. 한때 동진의 수도 건강을 위협하기도 하였으나 곧 동진 조정에 잘못을 사과하고 표면적으로 복속하였다.
354년에는 전연(前燕)에 복속하였으며, 355년에는 회남을 떠나 허창(許昌)을 점령하고 낙양(洛陽)을 공격하였다. 그러나 356년에 환온(桓溫)이 북벌을 시작하여 요양을 공격하자 요양은 크게 패배하여 병주(幷州 : 산시성)의 평양(平陽)으로 도망쳤다.
평양에서 과거의 부하 윤적을 만나 그 세력을 합친 요양은 병주의 군벌 장평과 싸워 패배하였으나 곧 장평과 화해하고 의형제를 맺었다.
357년, 요양은 전진의 관중을 공격하였다. 관중의 강족이 호응하여 한때 장안(長安)을 위협하였으나 곧 토벌군에 패배하고 붙잡혀 살해당했고 요양 휘하의 강족은 동생 요장이 수습하여 전진에 항복하였다.